# 中原朝日
中原 朝日（なかはら のぼる、1959年6月1日 - ）は、福岡県出身の元プロ野球選手（投手）。右投右打。

## 来歴・人物
筑紫工業高から九州産業大学へ進学。福岡六大学リーグでは通算28試合に登板し13勝2敗、1981年春季のリーグ戦では九州工業大戦でノーヒットノーランを達成した。
1981年のプロ野球ドラフト会議で日本ハムファイターズから2位指名を受け入団。1981年のドラフトでは日ハムの「隠れ一位候補」だった。
3年目の1984年に一軍登板を果たすが結果を残せず、1986年限りで現役を引退した。
ダイナミックなオーバースローで、踏み出す足を軸足よりも極端に三塁側へクロスさせるインステップ投法であった。この投法はボールが高めにいく傾向がありメッタ打ちにあう危険もはらんでいた。また、クイックモーションも不十分なため盗塁をフリーパスにしてしまう局面も多々あった。

## 詳細情報

### 年度別投手成績
| 年 度     | 球 団     | 登 板 | 先 発 | 完 投 | 完 封 | 無 四 球 | 勝 利 | 敗 戦 | セ 丨 ブ | ホ 丨 ル ド | 勝 率 | 打 者 | 投 球 回 | 被 安 打 | 被 本 塁 打 | 与 四 球 | 敬 遠 | 与 死 球 | 奪 三 振 | 暴 投 | ボ 丨 ク | 失 点 | 自 責 点 | 防 御 率 | W H I P |
| --------- | --------- | ----- | ----- | ----- | ----- | -------- | ----- | ----- | -------- | ----------- | ----- | ----- | -------- | -------- | ----------- | -------- | ----- | -------- | -------- | ----- | -------- | ----- | -------- | -------- | ------- |
| 1984      | 日本ハム  | 2     | 0     | 0     | 0     | 0        | 0     | 0     | 0        | --          | ----  | 25    | 5.0      | 7        | 2           | 2        | 0     | 0        | 1        | 0     | 0        | 5     | 4        | 7.20     | 1.80    |
| 通算：1年 | 通算：1年 | 2     | 0     | 0     | 0     | 0        | 0     | 0     | 0        | --          | ----  | 25    | 5.0      | 7        | 2           | 2        | 0     | 0        | 1        | 0     | 0        | 5     | 4        | 7.20     | 1.80    |

### 記録
- 初登板：1984年7月10日、対ロッテオリオンズ14回戦（川崎球場）、5回裏1死に3番手として救援登板、2回無失点
- 初奪三振：同上、6回裏に芦岡俊明から

### 背番号
- 25 （1982年 - 1983年）
- 62 （1984年 - 1986年）